# Жёлтая земля
«Жёлтая земля» (кит. трад. 黃土地, упр. 黄土地, палл. Хуан ту ди) — дебютный кинофильм режиссёра Чэнь Кайгэ, снятый в 1984 году.

## Сюжет
События фильма происходят в 1939 году, когда Гоминьдан и Коммунистическая партия Китая объединились, чтобы дать отпор японской агрессии. Молодой солдат-коммунист Гу Цин приходит в северную часть провинции Шэньси, контролируемую Гоминьданом, чтобы собирать народные песни с целью их дальнейшего использования для подъема морального духа армии. В одной из деревушек он селится в бедной семье, состоящей из отца и двух его детей — юной Цуйцяо и замкнутого пастушка Ханьханя. Брат Гу, как вскоре стали называть солдата дети, принимает участие в повседневном крестьянском труде, слушает их печальные песни и рассказывает о новой жизни, которую может принести им Коммунистическая партия. Когда приходит время возвращаться в расположение войск, Цуйцяо просит Гу взять её с собой: ей предстоит выйти замуж за незнакомого человека намного её старше. Но она вынуждена остаться, и только после свадьбы переправляется через Хуанхэ, чтобы присоединиться к армии.

## В ролях
- Ван Сюэци — Гу Цин
- Сюэ Бай — Цуйцяо
- Лю Цюян — Ханьхань
- Тань То — отец

## Награды
- 1985 — два приза кинофестиваля в Локарно: «Серебряный леопард» и специальное упоминание экуменического жюри (оба — Чэнь Кайгэ)
- 1985 — приз за лучший фильм Гавайского кинофестиваля (Чэнь Кайгэ)
- 1985 — приз Sutherland Trophy Британского института кино (Чэнь Кайгэ)